# Ptychothrix vagans
Ptychothrix vagans är en fjärilsart som beskrevs av Walsingham 1907. Ptychothrix vagans ingår i släktet Ptychothrix och familjen plattmalar. Inga underarter finns listade i Catalogue of Life.